# نیوتون (ایلینوی)
نیوتون، ایلینوی (به انگلیسی: Newton, Illinois) یک شهر در ایالات متحده آمریکا با جمعیت ۳٬۰۶۹ نفر است که در ایلی‌نوی واقع شده‌است.

## موقعیت جغرافیایی
موقعیت جغرافیایی شهرها و مناطق اطراف به شرح زیر است: